# Лепша
Лепша (рум. Lepșa) — село у повіті Вранча в Румунії. Входить до складу комуни Тулніч.
Село розташоване на відстані 172 км на північ від Бухареста, 55 км на північний захід від Фокшан, 127 км на північний захід від Галаца, 81 км на північний схід від Брашова.

## Населення
За даними перепису населення 2002 року у селі проживали 284 особи, усі — румуни. Усі жителі села рідною мовою назвали румунську.